# Thợ sửa chữa

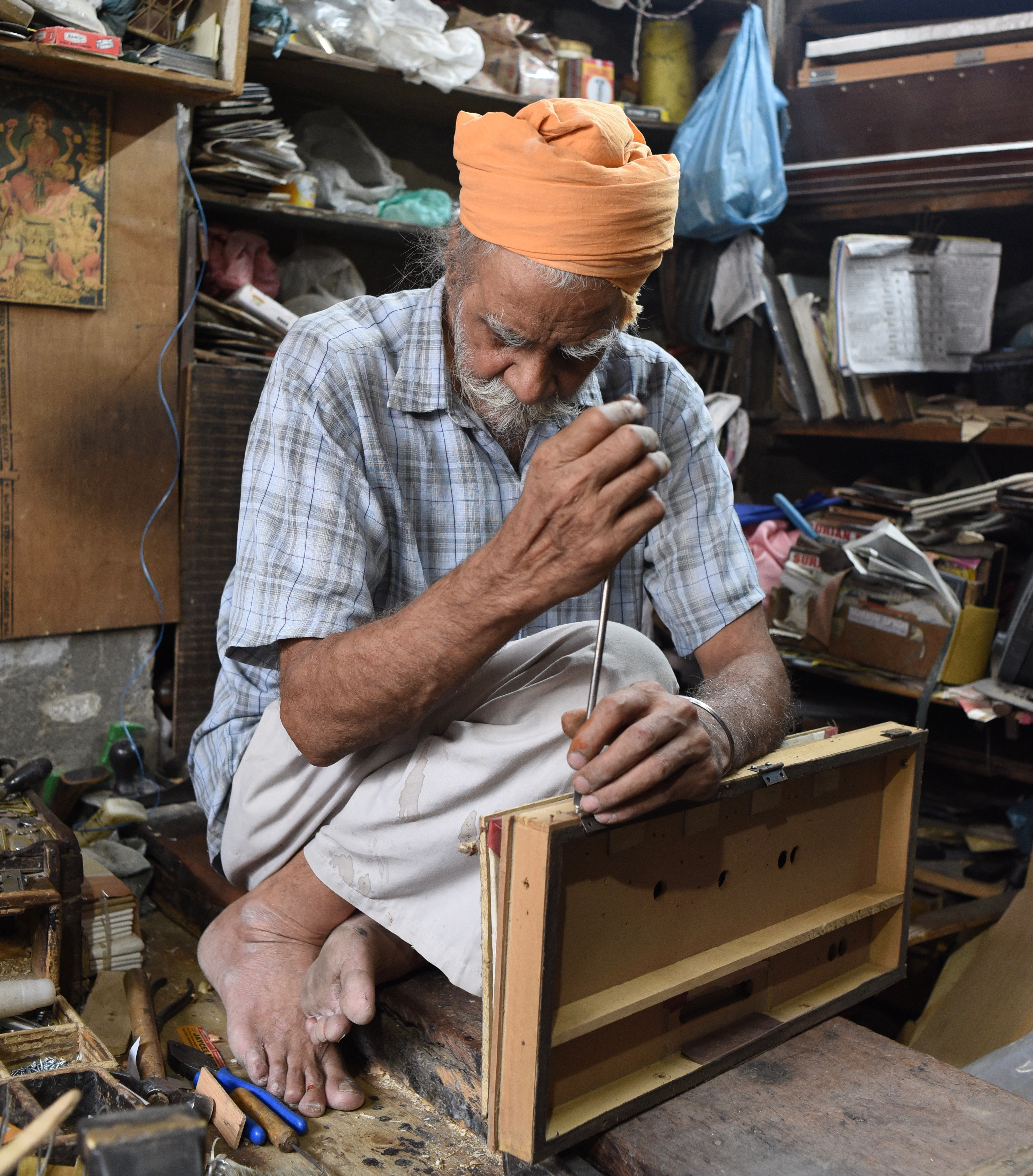
Một người thợ sửa chữa ở Ấn Độ

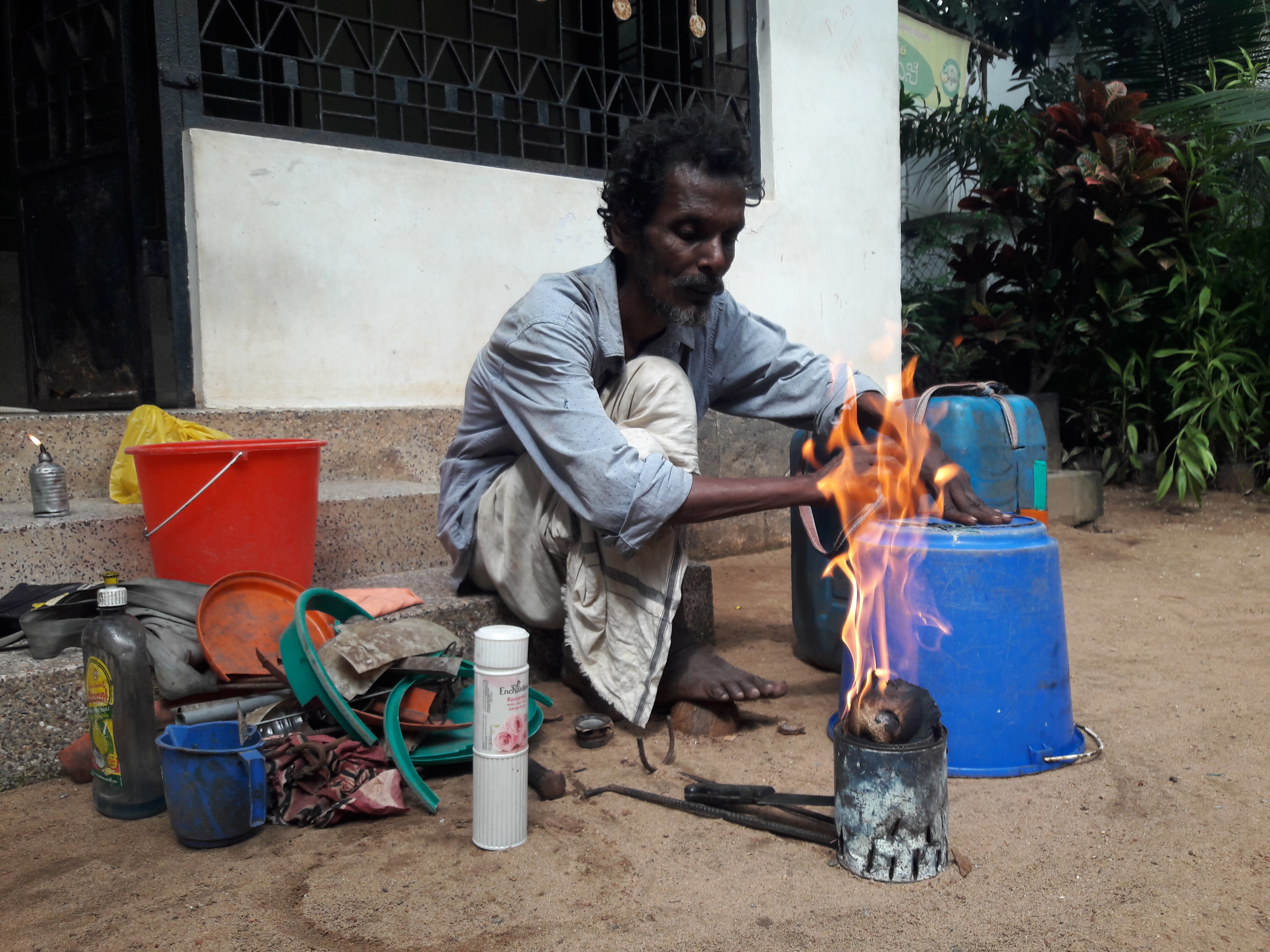
Một người thợ sửa chữa các đồ vật

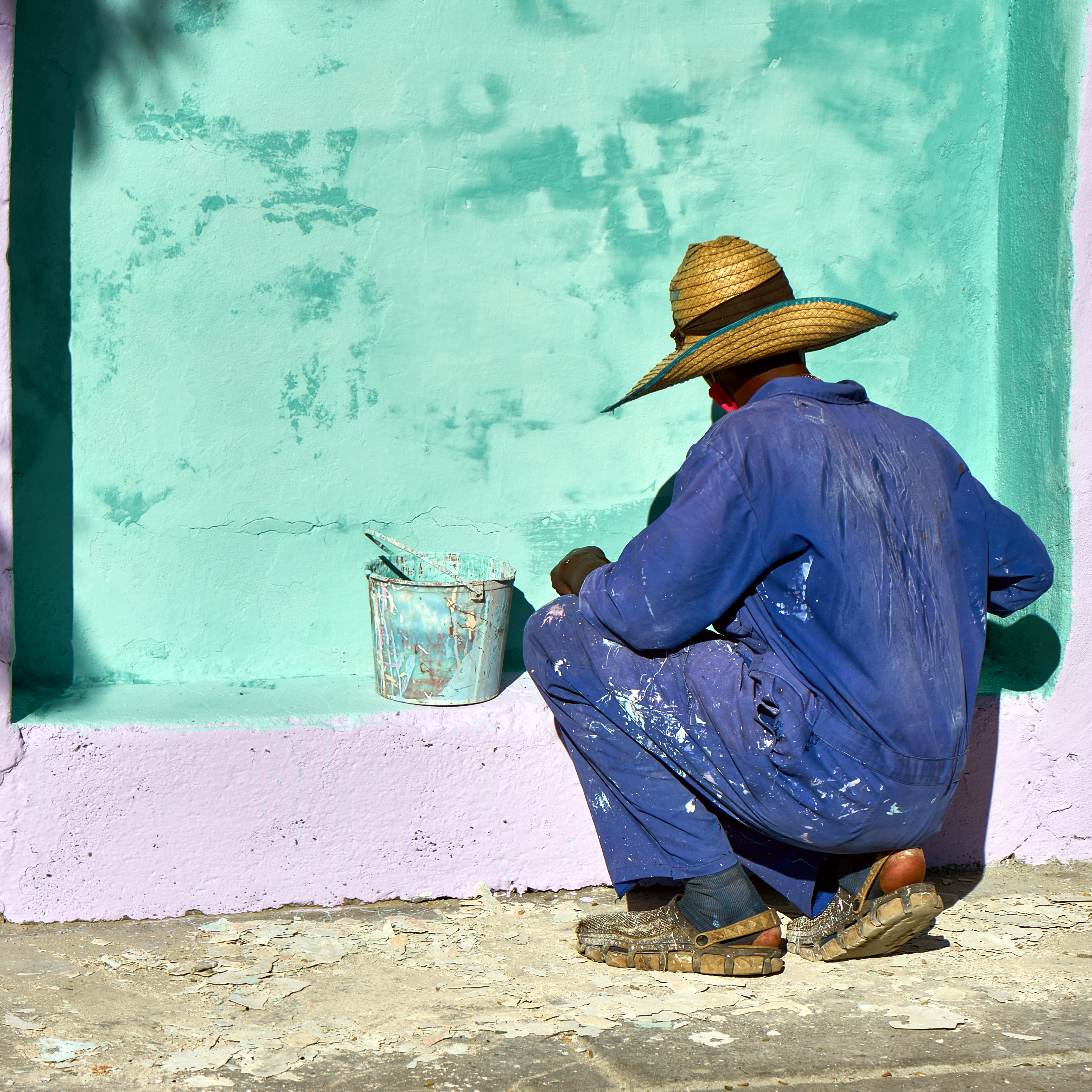
Một người thợ đang sơn trám tường

Thợ sửa chữa (Handyman/Handyperson) là những người có tay nghề nhất định (chẳng hạn như nghề mộc cơ bản) chuyển đảm nhiệm công việc sửa chữa các kiểu, bảo trì các loại máy móc, nhà cửa như hệ thống ống nước, hệ thống dây điện nhỏ và bảo trì tài sản, thường là để bảo trì cho các tòa nhà, cửa hàng hoặc thiết bị xung quanh nhà ở trong tình trạng tốt. Thợ sửa chữa còn được biết đến với tên gọi là người sửa chữa (fixer) hay công nhân sửa chữa (Handyworker), họ cũng còn được biết với các tên gọi khác như công nhân bảo trì (maintenance worker) hay thợ bảo trì (Maintenance man) hoặc kỹ thuật viên sửa chữa (Repair technician). Thuật ngữ thợ sửa chữa ngày càng dùng để chỉ người lao động được trả lương, nhưng cũng bao gồm cả chủ nhà không được trả lương hoặc người tự làm việc. Thuật ngữ thợ sửa chữa đôi khi cũng được dùng như một tính từ để mô tả các chính trị gia hoặc nhà lãnh đạo doanh nghiệp thực hiện những thay đổi đáng kể về mặt tổ chức, chẳng hạn như đại tu cơ cấu doanh nghiệp hoặc bộ phận hành chính (kỹ thuật viên, nhân viên kỹ thuật). 

## Công việc
Những công việc thợ sửa chữa đảm nhiệm bao gồm các kỹ năng nghề, công việc sửa chữa, công việc bảo trì, sửa chữa và vận hành, cả nội thất và ngoại thất, và đôi khi được mô tả là "công việc phụ", "công việc lặt vặt" hoặc "nhiệm vụ sửa chữa". Cụ thể, những công việc này có thể là công việc sửa ống nước đơn giản như sửa bồn cầu bị rò rỉ hoặc công việc thợ điện nhẹ nhàng như thay đồ đạc hoặc thay bóng đèn. Nhiều người có thể sửa chữa đồ gia dụng thông thường. Có nhiều nguồn trên Internet cũng như sách hướng dẫn tự làm các việc nhà với hướng dẫn về cách hoàn thành nhiều dự án khác nhau. Đôi khi kỹ năng sửa chữa được coi là di truyền, và những người thiếu kỹ năng như vậy được cho là "thiếu tố chất thợ sửa chữa". Một xu hướng là ngày càng ít chủ nhà có xu hướng sửa chữa nhà, có thể là do hạn chế về thời gian, có thể là do thiếu hứng thú; một phóng viên đã bình luận hài hước rằng "gen sửa chữa của gia đình tôi đã mất đi trước khi nó truyền sang thế hệ của tôi". Theo truyền thống, nghề thợ sửa chữa được coi là nghề kém uy tín hơn so với nghề chuyên môn như thợ sửa ống nước, thợ điện hoặc thợ mộc. Với sự xuất hiện của các chuỗi cửa hàng quốc gia lớn, đã có những nỗ lực thay đổi nhận thức đó bằng cách nhấn mạnh tính chuyên nghiệp của nghề và rằng thợ sửa chữa là một kỹ thuật viên có nhiều kỹ năng và kiến thức sâu rộng. 
Các công cụ của thợ sửa chữa đôi khi trở nên hữu ích ở những nơi khác nhau, chẵng hạn khi không có máy khoan sọ thích hợp, một bác sĩ Úc đã sử dụng máy khoan của thợ sửa chữa vào năm 2009 để mở một lỗ trên đầu của một cậu bé 13 tuổi để giảm áp lực sau khi chấn thương não, đưa đến kỳ tích là mạng sống của cậu bé đã được cứu. Các công việc của thợ sửa chữa đảm nhận có thể từ nhỏ đến lớn, từ không cần kỹ năng đến có kỹ năng cao, bao gồm sơn, sửa chữa tường thạch cao, cải tạo, sửa ống nước nhỏ, sửa điện nhỏ, mộc gia dụng, thạch cao, phào chỉ và lắp ráp đồ nội thất. Người ta ước tính rằng vào năm 2003, thị trường chi tiêu cho việc bảo trì và sửa chữa nhà ở đã tăng 14% từ năm 2001 đến năm 2003. Nhiều thị trấn có thợ sửa chữa làm việc bán thời gian, cho bạn bè, gia đình hoặc hàng xóm, những người có tay nghề trong nhiều công việc khác nhau. Đôi khi họ quảng cáo trên báo hoặc trực tuyến. Họ khác nhau về chất lượng, tính chuyên nghiệp, trình độ kỹ năng và giá cả. Các nhà thầu thường chỉ trích công việc của các nhà thầu trước đó và thực tế này không chỉ giới hạn ở thợ sửa chữa mà còn ở tất cả các ngành nghề. Những người thợ sửa chữa đã quảng cáo dịch vụ của họ thông qua tờ rơi và thư từ; ngoài ra, các trang web miễn phí như Craigslist và SkillSlate giúp khách hàng và thợ sửa chữa tìm thấy nhau. 